# Thomas Culpeper (Höfling)
Thomas Culpeper (* um 1514; † 10. Dezember 1541 in London) war ein englischer Adliger, Höfling Heinrichs VIII. von England und Liebhaber von Catherine Howard, Heinrichs fünfter Ehefrau. Er war ein entfernter Verwandter des damals sehr mächtigen Adelsgeschlechts der Howards.

## Leben
In Bezug auf das Leben von Thomas Culpeper bestehen einige Unklarheiten, weil er einen älteren Bruder besaß, der den gleichen Vornamen trug, und beide am Hof Heinrichs VIII. lebten. Wahrscheinlich trat Culpeper zur Zeit von Heinrichs zweiter Ehefrau Anne Boleyn in königliche Dienste. Da jedoch keine Zeugnisse davon existieren, dass Anne Boleyn oder Jane Seymour Culpeper jemals begegnet wären, begann seine Prominenz vermutlich erst nach 1537.
Culpeper war angeblich äußerst attraktiv. Er wurde als „schöner Jüngling“ beschrieben und war ein Günstling des Königs. Heinrich ernannte ihn zum Gentleman to the King's Privy Chamber, durch welche Rolle Culpeper in engem Kontakt mit dem König stand. Zu seinen Aufgaben gehörte es, den König an- und auszukleiden, und er schlief häufig im Schlafzimmer des Königs. Culpeper gehörte zu den privilegierten Höflingen, die Heinrichs deutsche Braut Anna von Kleve begrüßten, als sie zur Hochzeit in England eintraf. Culpeper soll, wie auch sein Bruder, leidenschaftlich, prahlerisch und habgierig gewesen sein; der Historiker Lacey Baldwin Smith schreibt, dass die Chroniken „voll von ihren Bemühungen, sich Klosterland, Hofsinekuren und Pensionen bei der Krone zu verschaffen“, seien. Aus einem Brief, den ein Londoner Kaufmann nach Culpepers Hinrichtung 1541 an einen Freund in Deutschland schrieb, geht hervor, dass Culpeper weniger als zwei Jahre zuvor die Frau eines Parkwächters vergewaltigt hatte. Er sei damals vom König begnadigt worden und habe sich auch wegen eines Totschlags, den er beging, als ihn Dorfbewohner nach der Vergewaltigung ergriffen, nicht verantworten müssen. Es könnte sich hierbei aber auch um den gleichnamigen Bruder gehandelt haben.
1540 wurde Heinrichs neue Braut Catherine Howard auf Culpeper aufmerksam. 1541 trafen sie einander, häufig allein und spät nachts, unterstützt von Catherines Kammerfrau Jane Boleyn, der verwitweten Schwägerin von Anne Boleyn.
Inzwischen hatten Thomas Cranmer, den Erzbischof von Canterbury, Berichte über eine voreheliche Affäre der Königin mit Francis Dereham erreicht. Bei seinen Nachforschungen stieß er auf Gerüchte über eine Affäre zwischen der Königin und Culpeper. Culpeper wurde zur Vernehmung verhaftet. Sowohl er als auch die Königin bestritten die Anschuldigungen, aber ein Liebesbrief von Catherine an Culpeper, der bei einer Durchsuchung von Culpepers Unterkunft gefunden wurde, erbrachte den Beweis, nach dem Cranmer gesucht hatte. Es ist umstritten, ob Culpeper und die Königin wirklich intim miteinander waren, aber der Brief beweist Catherines Gefühle für Culpeper eindeutig. In diesem Liebesbrief wurde auch Bezug auf Jane Boleyn genommen.
Möglicherweise strebte Culpeper eine Beziehung zur Königin auch aus politischen Ambitionen heraus an. Heinrich war bei schlechter Gesundheit und als Thronfolger stand nur sein junger Sohn Eduard bereit; somit hätte nach Heinrichs Tod Culpeper als Catherines Günstling eine starke politische Position innegehabt. Er verließ sich jedoch zu sehr auf seine Freundschaft mit dem König und auf die Diskretion der Königin.

## Verhaftung und Hinrichtung
Culpeper wurde auf Befehl des Königs verhaftet. Im Dezember 1541 wurde er zusammen mit Francis Dereham des Hochverrats angeklagt. Dereham wurde beschuldigt, eine sexuelle Beziehung zur Königin vor ihrer Heirat mit Heinrich gepflegt zu haben. Catherine hatte die Affäre mit Culpeper nicht vor ihren Bediensteten verheimlicht, welche nun gegen sie aussagten, um sich selbst zu schützen.
Der Königin wurde nachgesagt, Culpeper im Chenies Palace verführt zu haben, wobei es sich auch umgekehrt verhalten haben könnte. Culpepers Schicksal war besiegelt, nachdem Zeugen private Zusammenkünfte bestätigten. Unter der Folter gestand Culpeper, eine sexuelle Beziehung zu Catherine gehabt zu haben. Culpeper und Dereham wurden schuldig gesprochen und zum Tode verurteilt.
Für beide Männer war die Hinrichtung durch Hängen, Ausweiden und Vierteilen vorgesehen. Beide baten um Milderung, und Culpeper, wahrscheinlich wegen seiner früheren Nähe zum König, erhielt eine Umwandlung der Strafe in Enthaupten. Dereham konnte dagegen keine Milderung erreichen. Zusammen mit Dereham wurde Culpeper in Tyburn am 10. Dezember 1541 hingerichtet. Ihre Köpfe wurden an der London Bridge zur Schau gestellt. Culpeper wurde bei der Kirche St Sepulchre-without-Newgate in London beerdigt. Am 13. Februar 1542 wurden auch die Königin und Jane Boleyn hingerichtet.